# Średnia (województwo podkarpackie)
Średnia – wieś w Polsce położona w województwie podkarpackim, w powiecie przemyskim, w gminie Krzywcza.
W II Rzeczypospolitej wieś w powiecie przemyskim w województwie lwowskim.
W latach 1942–1947 nacjonaliści ukraińscy z OUN-UPA zamordowali tutaj 7 Polaków i 9 Żydów oraz 1 Ukraińca za ucieczkę z UPA.
W latach 1975–1998 miejscowość administracyjnie należała do województwa przemyskiego. W kwietniu 1986 żołnierze Ludowego Wojska Polskiego zbudowali we wsi drewniany most drogowy (niskowodny) na stalowych dźwigarach.